# Рене Річардс
Рене Річардс (англ. Renée Richards; нар. 19 серпня 1934, Нью-Йорк, США) — колишня американська тенісистка, яка виступала на професійних тенісних змаганнях у 1970-х роках і стала широко відомою після операції зі зміни статі з чоловічої на жіночу. Найвищим досягненням на турнірах Великого шолома був фінал у парному розряді на Відкритому чемпіонаті США. Після завершення спортивної кар'єри — тренер Мартіни Навратілової.
Найвища позиція в одиночному розряді у світового рейтингу — 20 місце досягла в лютому 1979 року.
Найвищим досягненням на турнірах Великого шолома був фінал в парному розряді.
Завершила кар'єру 1981 року.

## Часова шкала досягнень на турнірах Великого шлему
| W | Ф | ПФ | ЧФ | #Р | КТ | К# | DNQ | A | NH |

Нотатка: 1977 року Відкритий чемпіонат Австралії відбувся двічі: в січні та грудні.

### Чоловіки, одиночний розряд
| Турнір               | 1953  | 1954  | 1955  | 1956  | 1957  | 1958  | 1959  | 1960  | Career SR |
| -------------------- | ----- | ----- | ----- | ----- | ----- | ----- | ----- | ----- | --------- |
| Чемпіонат Австралії  |       |       |       |       |       |       |       |       | 0 / 0     |
| Чемпіонат Франції    |       |       |       |       |       |       |       |       | 0 / 0     |
| Вімблдонський турнір |       |       |       |       |       |       |       |       | 0 / 0     |
| Чемпіонат США        | 1р    |       | 2р    | 1р    | 2р    |       |       | 1р    | 0 / 5     |
| SR                   | 0 / 1 | 0 / 0 | 0 / 1 | 0 / 1 | 0 / 1 | 0 / 0 | 0 / 0 | 0 / 1 | 0 / 5     |

### Жінки, одиночний розряд
| Турнір                                 | 1977  | 1978  | 1979  | 1980  | 1981  | Career SR |
| -------------------------------------- | ----- | ----- | ----- | ----- | ----- | --------- |
| Відкритий чемпіонат Австралії з тенісу |       |       |       |       |       | 0 / 0     |
| Відкритий чемпіонат Франції з тенісу   |       |       |       |       |       | 0 / 0     |
| Вімблдонський турнір                   |       |       |       |       |       | 0 / 0     |
| Відкритий чемпіонат США з тенісу       | 1р    | 1р    | 3р    | 2р    | 1р    | 0 / 5     |
| SR                                     | 0 / 1 | 0 / 1 | 0 / 1 | 0 / 1 | 0 / 1 | 0 / 5     |

### Жінки, парний розряд
| Турнір                                 | 1977  | 1978  | 1979  | 1980  | 1981  | Career SR |
| -------------------------------------- | ----- | ----- | ----- | ----- | ----- | --------- |
| Відкритий чемпіонат Австралії з тенісу |       |       |       |       |       | 0 / 0     |
| Відкритий чемпіонат Франції з тенісу   |       |       |       |       |       | 0 / 0     |
| Вімблдонський турнір                   |       |       |       |       |       | 0 / 0     |
| Відкритий чемпіонат США з тенісу       | Ф     | 2р    |       | 3р    | 3р    | 0 / 4     |
| SR                                     | 0 / 1 | 0 / 1 | 0 / 0 | 0 / 1 | 0 / 1 | 0 / 4     |

### Мікст
| Турнір                                 | 1977  | 1978  | 1979  | 1980  | 1981  | Career SR |
| -------------------------------------- | ----- | ----- | ----- | ----- | ----- | --------- |
| Відкритий чемпіонат Австралії з тенісу |       |       |       |       |       | 0 / 0     |
| Відкритий чемпіонат Франції з тенісу   |       |       |       |       |       | 0 / 0     |
| Вімблдонський турнір                   |       |       |       |       |       | 0 / 0     |
| Відкритий чемпіонат США з тенісу       |       | 3р    | ПФ    | 1р    |       | 0 / 3     |
| SR                                     | 0 / 0 | 0 / 1 | 0 / 1 | 0 / 1 | 0 / 0 | 0 / 3     |